# Middels
Middels ist ein Stadtteil von Aurich im Landkreis Aurich in Ostfriesland, Niedersachsen.

## Geografie
Middels liegt südlich der B 210 zwischen Aurich und Wittmund. Durch die kommunale Gebietsreform in den 1970er Jahren wurde der Ort ein Teil der Stadt Aurich. Auffallend ist die Ortstrennung zwischen dem Oster- und Westerloog. Geografisch ist Middels auf der oldenburgisch-ostfriesischen Geestplatte angesiedelt. Sande, Lehme, Mergel und Geröllmaterialien bilden den Untergrund.

## Geschichte
Die ostfriesische Geest wurde bereits seit dem frühen Mittelalter besiedelt. Auch in Middels ist diese frühe Besiedlung nachzuweisen. Die Ortskerne in Middels Oster- und Westerloog bildeten sich im 10. Jahrhundert heraus. Ausschlaggebend waren die Veränderungen in der Bewirtschaftung der Ackerflur. Im Zusammenhang mit der Intensivierung des Roggenanbaus im 10. Jahrhundert entstanden auch die Besiedlungskerne. Hauptbewirtschaftungsfläche der alten Geestdörfer waren die Gasten (streifenartige Ackerflur). In Middels ist für lange Zeit auch die Kämpenbewirtschaftung (blockartige Ackerflur) parallel zur Gastenbewirtschaftung nachzuweisen. Die planmäßig angelegten Ortskerne (Loog) hatten im Zentrum einen Thieplatz (auch Thingplatz), der als Versammlungsort der ansässigen Landgebräucher diente. Zwischen Middels Osterloog und dem Westerloog wurde um 1200 die Kirche errichtet. Im Jahre 1892 wurde beim Pflügen in Osterloog ein Schatzfund aus römischen Münzen entdeckt.
Die Gemeinde Middels entstand am 1. April 1939 im Landkreis Aurich aus dem Zusammenschluss der drei Gemeinden Middels-Osterloog, Middels-Westerloog und Ogenbargen. Am 1. Juli 1972 wurde Middels in die Stadt Aurich eingegliedert.

## Politik

### Ortsrat
Der Ortsrat, der die Auricher Ortsteile Langefeld, Middels und Spekendorf gemeinsam vertritt, setzt sich aus fünf Mitgliedern zusammen. Die Ratsmitglieder werden durch eine Kommunalwahl für jeweils fünf Jahre gewählt. Die aktuelle Amtszeit begann am 1. November 2021 und endet am 31. Oktober 2026.
Bei der Kommunalwahl 2021 ergab sich folgende Sitzverteilung:
- CDU: 5 Sitze

### Ortsbürgermeister
Ortsbürgermeister ist Arnold Gossel (CDU).

## Kultur und Sehenswürdigkeiten
Die evangelisch-lutherische Middelser Kirche wurde zwischen 1200 und 1220 als Granitquaderkirche errichtet und ist eine der ältesten Kirchen in Ostfriesland. Die Nordseite ist bis zum Dachstuhl noch vollständig als Granitfassade erhalten. Die Südseite wurde vor einigen Jahren restauriert und ist teilweise mit Backsteinmauerwerk komplettiert worden. Auch besitzt das Gotteshaus noch eine Apsis (halbkreisförmiger Choranbau), deren Unterbau auch aus Granitsteinen besteht. Das Südportal ist zugemauert, durch das Nordportal ist die Kirche wieder zugänglich. Zudem besitzt die Kirche einen zentralen Westeingang. Die Orgel wurde 1784–1786 von Hinrich Just Müller gebaut. Auf dem Friedhofsgelände, direkt an der Kirche, befindet sich auch der freistehende Glockenturm.

## Sport
Bereits seit 1934 besteht der Schützenverein "Gut Ziel" Middels e. V. Er betreibt in seiner vereinseigenen Schießsportanlage mit Vereinsheim bei der "Alten Schmiede" an der Esenser Straße eine einzigartige Schießsportanlage, u. a. für Großkaliber (unterirdisch). Insgesamt stehen 14 Schießstände für Luftdruckwaffen (10 Meter für LG und LuPi) sowie ein gedeckter Schießstand über 100 Meter für Kurzwaffen (25 Meter für KK und GK - Pistole und Revolver), für Langwaffen (50 Meter für KK) und für Langwaffen (100 m KK und GK) zur Verfügung.
Bekannt ist der Schützenverein "Gut Ziel" Middels für seine jährlich stattfindenden Festkonzerte zum Abschluss des jährlichen Schützenfestes.
Der Schützenverein "Glück auf" Middels betreibt im Ort eine der größten Schießsportanlagen Norddeutschlands und führt jedes Jahr am letzten Aprilwochenende das erste Schützenfest im Reigen der jährlichen Schützenfeste Ostfrieslands durch.
Seit einigen Jahren feiert die 1. Herren-Mannschaft des TuS (Turn- und Sportvereins) Middels sämtliche Aufstiege und Erfolge. So sind sie aus der Kreisleistungsklasse über die Kreisliga bis in die Bezirksliga Nord-West aufgestiegen. Der Aufstieg in die Bezirksliga gelang dem TuS Middels im Jahr 2009, neben dem Aufstieg feiert der Verein den Gewinn des Kreispokals.

## Wirtschaft und Infrastruktur
Middels hat sich in den letzten Jahren positiv entwickelt. Nördlich der B 210 ist das Gewerbegebiet Hengstforde mit verschiedenen Betrieben entstanden. Auch Dienstleistungsbetriebe sind in Middels angesiedelt.

## Persönlichkeiten
- Ludwig Ihmels (1858–1933) wurde in Middels geboren. Er war Professor für Systematische Theologie in Erlangen und später in Leipzig. Von 1922 bis zu seinem Tod war er der erste Landesbischof der Evangelisch-Lutherischen Landeskirche in Sachsen.
- Hans Ehlert (* 1947 in Middels), Offizier, Oberst und Militärhistoriker, Amtschef des Militärgeschichtlichen Forschungsamtes